# Учебни филми в НРБ
Учебните филми, произведени в Народна република България в периода от 1950 до 1990 г., представляват клон на научнопопулярното кино, специализирано за образователния процес.
Филмите са създадени за нуждите на училищата под ръководството на научно-методическото направление при Стопанския комбинат „Учтехпром“ към Министерството на народната просвета (днес Министерство на образованието и науката). В разработването им вземат участие висококвалифицирани научни работници, педагози, психолози и методисти, а в производството - изявени български кинематографисти. Много от учебните филми са награждавани на вътрешни прегледи на научнопопулярното кино, както и на външни международни фестивали. Заснети са над 800 учебни филма в периода 1950 – 1990 г.[поясни]

## Използване
Като иновативно учебно-техническо средство учебният филм е ценен помощник на учителите при онагледяване на учебния материал. Те го ползват като средство за информация, чрез което се оптимизира учебно-възпитателния процес. Филмите се използват както за преговор на научени вече нови знания, така и за проверката им. Често, от целия спектър на учебно-техническите средства, учебните филми са най-ангажиращи и интересуващи учениците.
Често чрез учебните филми, подобно на съветското учебно кино, се показват нагледно, разбираемо и в развитие сложни динамични процеси, които са трудни за овладяване от учениците. Често те са свързани със сложни опитни постановки, невъзможни за изпълнение в училище, трудни и бавни процеси, които е почти невъзможно да се наблюдават пряко. (поникване на семена – забързани кадри или излитане на ракета – забавен каданс, момент на импулса – също забавен каданс и др.) Тогава именно учебния филм представлява незаменим помощник на учителите при поднасяне на новата информация.
Филмите се разпространяват от „Учтехпром“ и след заявка към окръжните филмови бази. Право на учебни филми има всяко училище, което има киномашина. Тогава почти всяко училище (в т. ч. средно, основно, техникум, начално), има в инвентара си поне 2 киномашини.
Примерното препоръчително разположение на кинопроектора в един кабинет от 1990 г. е следното – киномашината да се постави зад параван и посредством огледало да се прожектира върху прозрачен екран. Този метод обаче не е внедрен никъде, поради простата причина, че налага голяма стая. Друг метод е прожектирането чрез дупка в стената от хранилището към кабинета. Учителят манипулира отдалеч чрез дистанционен корпус в класната стая .

## Същност (методическа гледна точка)
Учебният филм е силно изобразително нагледно средство. При кинопрожекция вниманието на учениците се концентрира много лесно. По онова време кино трудно може да се гледа другаде, освен в кината след заплащане на билет. А от край време младото поколение е привлечено от киномайсторското изкуство. Според изследвания от онези години, половината от посетителите в киносалоните са младежи.
Според статистика на Учтехпром: „Нашите дългогодишни наблюдения показват по безспорен начин, че когато се използват учебни филми при изучаване, затвърдяване или обобщаване на определен материал, учениците участват по-активно в учебния процес, а изводите и обобщенията са по-задълбочени.“

## Каталог „Български учебни филми“
През 1986 г. е издаден и каталог „Български учебни филми“. Според авторите му „учебната прожекция лесно отстранява вредните странични дразнители, които понякога пречат за пълноценното възприемане на информацията от учениците“.
Друго изречение в предговора на каталога гласи: „...трябва да отбележим, че се произвеждат много малък брой учебни филми. Без да правим опит за налагане на някаква задължителна норма за производство на учебни филми, трябва да се каже, че ако се създават учебни филми за всички методически единици, които имат повишена сложност, то задължително трябва да се правят и учебни филми за преговорно-обобщаващите уроци по всички дисциплини.“
Авторите и методистите от Учтехпром смятат, че броят на произведените в годините учебни филми е нисък. Но след проста сметка излиза, че за всяка година (от 1950-та, до 1990 г.) са се произвеждали по 25 филма. Естествено тези данни са усреднени, защото първите години са се произвеждали по 3 – 4 учебни филма, а последните години по 30 – 35 на година. Към 2021 г. по официални данни броят на произведените филми в научнопопулярното кино в България не брои повече от 10 [поясни]. А тогава само учебните филми са били 25 броя средно за година.

## Технически данни
От техническа гледна точка според широчината учебните филми се делят на нормални – 35 мм и теснолентови – 16 мм. По начало тези филми са разпространявани предимно на 16 мм кино ленти, защото често те се прожектират в класните стаи и техниката би била удобна само при 16 мм филм. (и по-малките формати като 8 мм, супер 8 мм, но такива учебни произведени няма.)
Филмите в началните години – 1950-та – 1960-та г. били неозвучени. След това всеки филм се озвучавал.

## Тематика
Голяма част от филмите по комунистическо възпитание онагледяват философски теми като:
- „Среща с Диоген“ – 3 части, 24 минути, ч/б - Киноновела, която разглежда темата „Преди всичко – човек“. Със средствата на игралното кино поставя зрителите пред проблема за хуманизма в обществото и в личните отношения.
- „Огледало в шепа“ – 2 части, 20 минути, цв. – Киноновела, която разглежда проблемите за самопознанието на личността. От степента на самопознанието се определя и поведението на човека спрямо другите.
- „Клас стани!“ – 3 части, 28 минути, цв. – Киноновела, която в художествена форма разглежда важният въпрос за културата на умственият труд.

Голяма част от учебните филми по физкултура са т. нар. кино-колцовки (кинопръстени) – кинолента, дълга от 2 до 3 метра, която е слепена в краищата си и образува пръстен. Така може да се прожектира безкрайно, с цел многократното преглеждане на дадено действие.
Интерес привличат и филмите по природни науки. Тук има блестящи шедьоври на киномайсторството, които и до момента не са разработени в родното кино така, както са решени във филмите.
- „Биосинтез на белтъчините“ – 1 част, 10 минути, цв. – Обяснява механизма на биосинтезата, строежа на белтъчната молекула, образуване на пептидните връзки. Споменават се АТФ, ензимите като катализатори, РНК, ДНК, и др.
- „Българско розово масло“ – 1 част, 10 минути, цв. – Показани са условията при които расте маслодайната роза, беритбата и подготовката на розовия цвят за извличане на маслото. Предназначен за Х клас на ЕСПУ.
- „Разтвори. Свойства“ – 1 част, 10 минути, цв. – Разделен на два фрагмента – „Разтвори“ и „Свойства“. Изясняват се понятията разтвори, разтворител, разтворени вещества, водни и неводни разтвори, видове разтвори, същност на разтварянето, принцип на Браун и условията за протичане на реакцията. Във втория фрагмент се споменават дифузията, осмозата, парното налягане, кипенето и замръзването.
- „Ядрени реакции“ – 1 част, 10 минути, ч/б. - Разглеждат се строежът на атомното ядро и свойсвата на ядрените сили. Разкрива се механизмът на верижната реакция и контролируемото делене на урана.

## Производство
| Предмет                                                           | Брой на произведените към 1986 г. | Черно-бял | Цветен |
| ----------------------------------------------------------------- | --------------------------------- | --------- | ------ |
| Предучилищно възпитание                                           | 11                                | -         | 11     |
| Начално образование                                               | 39                                | 4         | 35     |
| Български език и литература                                       | 64                                | 53        | 11     |
| Руски език                                                        | 28                                | 17        | 11     |
| Руска класическа и съветска литература                            | 19                                | 19        | -      |
| Френски език                                                      | 22                                | 14        | 8      |
| Немски език                                                       | 10                                | 6         | 4      |
| Английски език                                                    | 11                                | 7         | 4      |
| Западноевропейска литература                                      | 6                                 | 6         | -      |
| Математика                                                        | 23                                | 20        | 3      |
| Физика                                                            | 43                                | 31        | 12     |
| Химия                                                             | 61                                | 32        | 29     |
| Биология                                                          | 54                                | 16        | 38     |
| История                                                           | 84                                | 73        | 11     |
| Обществознание (дн. Гражданско образование)                       | 2                                 | 2         | -      |
| География                                                         | 62                                | 24        | 38     |
| Морал и право (дн. Гражданско образование и Философия)            | 11                                | 11        | -      |
| Физическа култура                                                 | 48                                | 46        | 2      |
| Изобразително изкуство                                            | 17                                | 2         | 15     |
| Естетическо възпитание (дн. Философия)                            | 3                                 | 2         | 1      |
| Музика                                                            | 8                                 | 5         | 3      |
| Трудово обучение                                                  | 1                                 | -         | 1      |
| Професионално образование (специализирани предмети в техникумите) | 76                                | 64        | 12     |
| Селско стопанство                                                 | 56                                | 40        | 16     |
| Професионално ориентиране                                         | 24                                | 19        | 5      |
| Комунистическо възпитание (дн. теми от Философия и История)       | 42                                | 28        | 14     |
| всичко                                                            | 825                               | 541       | 284    |